# Axoclinus lucillae
Axoclinus lucillae is een  straalvinnige vissensoort uit de familie van drievinslijmvissen (Tripterygiidae). De wetenschappelijke naam van de soort is voor het eerst geldig gepubliceerd in 1944 door Fowler.
De soort staat op de Rode Lijst van de IUCN als niet bedreigd, beoordelingsjaar 2007.